# Peter Schrader
Peter Schrader (* um 1595 in Rottmersleben; † 26. Februar 1654) in Magdeburg stand als Münzmeister ab 1623 im Dienste der Stadt Magdeburg und arbeitete auch im Auftrag des Erzbischofs und des Domkapitels in Halle/Saale.

## Abstammung
Der Magdeburger Münzmeister Peter Schrader entstammte einem Bauerngeschlecht, das in Groß Rottmersleben, Kreis Haldensleben in der Provinz Sachsen, ansässig war. Die Stammfolge begann mit Heinrich Schrader (1490 – nach 1560). Sein Sohn Hans Schrader (um 1525 – nach 1584) und dessen Sohn Christian Schrader waren Bauern auf dem Stammhof. Im Jahr 1567 wurde Hans Schrader neben anderen Vertretern der Gemeinde bei der Einführung des ersten offiziellen protestantischen Pfarrers in Rottmersleben urkundlich erwähnt. Seitdem ist die Familie protestantisch. Christian Schrader war wahrscheinlich auch Schmied oder Goldschmied. Er wanderte in den letzten Jahren des 16. Jahrhunderts nach Magdeburg ein und schaffte dadurch die Vorbedingungen für den Aufstieg der Familie. In Magdeburg muss er in guten Verhältnissen gelebt haben, da er seinen Kindern, zwei Söhne und eine Tochter, eine gute Erziehung angedeihen ließ.
Sein jüngerer Sohn Peter Schrader wurde Münzer. Der Name der Mutter ist nicht bekannt.

## Leben und Wirken
Peter Schrader absolvierte eine Ausbildung in Magdeburg beim Münzmeister Heinrich Meyer, der von 1616 bis 1618 in Magdeburg wirkte. Schrader war schon vor 1620 Münzohm (Geselle des Münzmeisters) zu Zerbst. Im Dezember 1620 wurde er Münzmeister des Grafen von Schwarzburg-Rudolstadt in Königsee, wo er Nachfolger seines Magdeburger Meisters Heinrich Meyer wurde. Meyer hatte jedoch die Münze in den Bankrott geführt. Auch Schrader gehörte zu den Gläubigern. Er Übernahme die Münze gegen eine Zahlung von wöchentlich 200 Talern Schlagschatz. Es gelang ihm jedoch nicht, die Münze wieder zum Erfolg zu führen. Er beklagte Einbußen, den Weggang eines großen Teils des Gesindes und erhebliches Misstrauen. So gelang es ihm nicht für bares Geld Silber zu kaufen. Seinem Wunsch das Amt aufzugeben, trat jedoch der Graf mit der Bitte zu bleiben entgegen. Schrader erklärte sich bereit noch mehrere Wochen zu bleiben, stellte jedoch die Bedingung, dass ihm ein bestimmtes Zeugnis ausgestellt und seine Forderungen gesichert würden. Allerdings erfüllte der Graf letztlich die Bedingungen nicht, so dass Schrader Ende Juni 1621 das Amt aufgab.
1621/1622 fürstlich anhaltinischer Münzmeister in Köthen und Zerbst. Seit Sommer 1622 nach dem Ende der Kipper- und Wippenunruhen, die infolge der Geldentwertung ausgebrochen waren, wurde er zum Münzmeister in Magdeburg bestellt. Er war der erste, der in Magdeburg wieder gutes Geld prägte und stellte 215 künstlerisch gestaltete Münzen für die Stadt her, handelte mit Edelmetallen und erwarb das Brauhaus Breiter Weg 14 mit dem Nebenhaus Bärstraße 1.
Am 24. September 1567 hatte der Kaiser Maximilian II. der Stadt Magdeburg das Privileg erteilt, goldene und silberne Münzen zu prägen. Nachdem durch die Inflation der Kipper- und Wipperzeit 1622 ein Stillstand eingetreten war, kehrte man danach wieder zum Prägen guten Geldes zurück. In den Jahren 1622–1624 wurden Unmengen einwandfreier Silbergroschen geprägt, um dem dringenden Bedarf an Kleingeld abzuhelfen. 1623 setzte unter Leitung des tüchtigen Münzmeisters Peter Schrader auch eine rege Talerprägung ein.

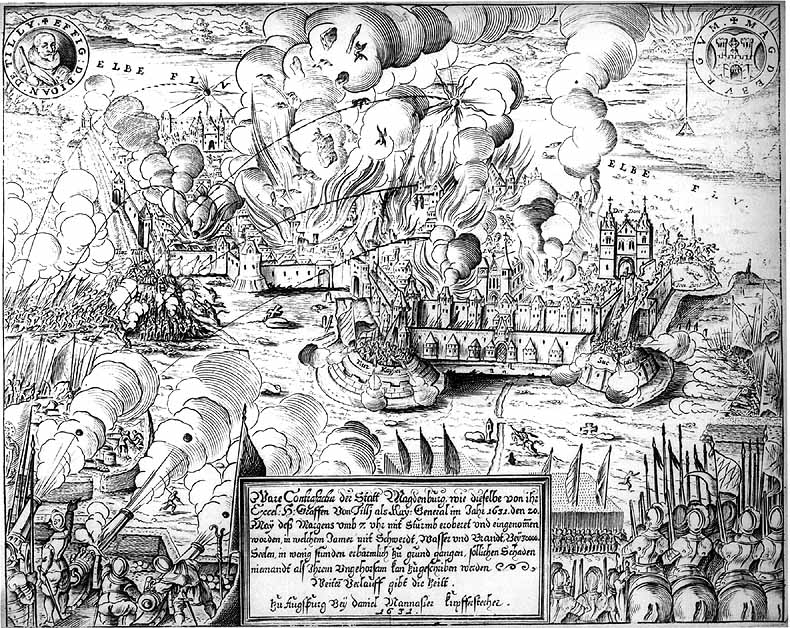
Erstürmung von Magdeburg 1631, Kupferstich von Daniel Manasser

Der Zerstörung Magdeburgs am 10. Mai 1631 entkam er mit Frau und Kindern. Er flüchtete nach Zerbst und kaufte dort das Seese’sche Haus Markt 4, das der Familie seine Ehefrau Anna Maria Seese gehörte. Bei der Zerstörung fiel auch die Magdeburger Stadtmünze in Schutt und Asche.
1634 baute er sein Brauhaus Breiter Weg 14 in Magdeburg wieder auf, wobei die Familie zunächst in Zerbst blieb. Seine Frau verstarb dort 1636 an der Pest. Bedingt durch die Kriegswirren des Dreißigjährigen Kriegs musste er Magdeburg zeitweise wieder verlassen, war jedoch 1637 wieder in der Stadt. Seit 1637 betrieb er den Kornhandel auf der Elbe und erwarb umfangreichen Landbesitz in und um Magdeburg.
1638 wurde er auch Münzmeister des Erzstifts zu Halle und prägte dort 21 Münzen. Im Jahr 1639 trat er als Münzwardein und Münzmeister auch wieder in den Dienst der Stadt Magdeburg. Die Archivakten der Stadt Magdeburg über die städtische Münze beginnen mit der am 8. Juli 1639 vollzogenen Bestellung des Magdeburger Bürgers Peter Schrader zum Münzmeister.
Im Jahr 1640 ergaben sich für Schrader finanzielle Probleme. Die Seeses, die Familie seiner ersten Ehefrau, hatten ihm eine größere Geldmenge zur freien Verfügung anvertraut. Er hatte sie weitgehend für Kriegsabgaben und für die Kosten mehrere angefangener Bauvorhaben eingesetzt. In dieser Situation geriet Wolfgang Seese in kaiserliche Kriegsgefangenschaft und musste ausgelöst werden. Schraders Freund, der Hamburger Münzmeister Matthäus Freude, lieh ihm einen größeren Betrag. Schrader zahlte die Summe bis 1647 zurück, in dem er 1645 die in Magdeburg gelegene Brandstätte Tränsberg 48 und 1647 die Braustätte Zum langen Hals (Breiter Weg 132) veräußerte.
Er war seit 1646 auch Stadtverordneter, ab 1647 Meister der Brauerinnung außerdem Kirchvater der Heilig-Geist-Kirche. 1647 begleitete er den Magdeburger Bürgermeister Otto Gerike als Vertreter der Stadt Magdeburg bei den Friedensverhandlungen am Ende des Dreißigjährigen Krieges, die zum Westfälischen Frieden führten, in Münster und Osnabrück.
1647 erwarb er die Brandstätte des Brau- und Gasthofes „Zum schwarzen Bären“ (Bärstraße 1b und 2a) und das Hinterhaus Steinstraße 14. Den Kaufpreis brachte er bis 1650 vollständig auf. Die Grundstücke grenzten an sein Haus Breiter Weg 14 an. Ihm gehörte damit ein zusammenhängender Block von fünf Grundstücken. Außerdem kaufte er 1647 vom Domherren Erasmus von Bennigsen das Rittergut Barleben (600 Morgen). In Barleben gehörte seiner Ehefrau ein Sattelhof. 1656, nach anderen Angaben 1651, erwarb er den Schafferhof, Prälatenstraße 23, mit über 1200 Morgen Landbesitz.
Schrader muss aber bis zu seinem Tode der Stadt gedient oder zur Disposition gestanden haben, da der Rat die Bestellung des Münzmeisters Hans Philipp Koburger im Jahre 1661 „mit dem Ableben des bishin bestellten Münzmeisters P. Schrader“ begründete.
Bei seinem Tode 1654 war er einer der reichsten Bürger Magdeburgs.

## Beschreibung der Münzen (Auswahl)
Im Jahr 1738 erschien von Samuel Walther eine Beschreibung der Münzen, die Schrader bis zum Jahre 1638 hergestellt hat.
Folgende weitere Abbildungen von Münzen, die Schrader zugeschrieben werden, waren am 1. April 2016 im Internet zu finden:
- Silberner Rechenpfennig des Peter Schrader 1628, 4 feldriges Wappen (1 + 4 Magd über Burg, 2 + 3 Rose), SEI.*NICHT.EI-GENNVT ZIG . / 6 Zeilen Schrift (RECHT WERT LANG UM PRAUCTS SELDEN(?)).[12]
- Dukat 1640 Magdeburg, Erzbistum: August von Sachsen-Weißenfels 1638–1680., Halle. Münzmeister Peter Schrader. Brustbild von vorn mit Spitzenkragen und Feldbinde / Unter Inful (Bischofsmütze) vierfeldiges Wappen mit aufgelegtem Stiftsschild.[13]
- Reichstaler 1630 zu 24 Groschen (Mmz. Peter Schrader). MO : NO - CIUITATS . MAGDEBURGENSIS . Jungfrau auf Stadttor, Fallgatter mit 3 Stäben. Rs: FERDINAND II - D : G : RO : IM : S : A . (Mmz) 16 - 30 Gekrönter Doppeladler zwischen P - S, auf der Brust Reichsapfel mit Wertzahl.[14]
- Reichstaler 1638, Der Neuaufbau von Magdeburg, Der behelmte vierfeldige Stadtschild, Signierung durch PS, der doppelköpfige Reichsadler unterhalb der Kaiserkrone, auf der Brust ein hochovales Portraitmedaillon von Kaiser Ferdinand III,[15]
- Reichstaler, stehender Heiliger Moritz mit Lanze, in der Fahne das geteilte Wappen, links neben der Figur das Wahrzeichen der Stadt Halle, die viertürmige Marktkirche und der Rote Turm. Der Taler wurde 1638 anlässlich der Inthronisation des Administrators August von Sachen vom Münzmeister Peter Schrader in Silber mit einem Durchmesser von 4 cm geprägt.[16]
- Taler, Magdeburg, Stadt, Münzherr Schrader, Peter (17. Jh.), Münzmeister, Magdeburg, Stadt, 1627, Münzkabinett, Staatliche Kunstsammlungen Dresden Inventarnummer 2014/2645, Material und Technik: Silber, geprägt, Henkelspur, Avers mit Sgraffito: HH (Monogramm), Maße: Durchmesser: 41,1 mm, Gewicht: 28,43 (Abbildungen der Staatlichen Kunstsammlungen Dresden)
- Taler - auf den Wiederaufbau der Stadt, Magdeburg, Stadt, Münzherr Schrader, Peter (17. Jh.), Münzmeister Magdeburg, Stadt, 1638, Münzkabinett, Staatliche Kunstsammlungen Dresden Inventarnummer 2014/2646 Material und Technik: Silber, geprägt, Henkelspur, Maße: Durchmesser: 44,5 mm; Gewicht: 28,932 g (Abbildungen der Staatlichen Kunstsammlungen Dresden)

## Familie (Auswahl)
Peter Schrader war zweimal verheiratet und hatte insgesamt 7 Kinder.
1. Ehefrau Anna Maria Seese (1601–1636), Tochter des Ratsmanns Benedict Seese und der Gertrud Löde aus Zerbst. Er heiratete sie Anfang Dezember, nach anderen Angaben im August, 1622 in Zerbst.
- Ihre Tochter Anna Maria Schrader (um 1625–1676) heiratete Anfang Dezember 1648 den Ackerwirt und Hausbesitzer zu Magdeburg Thomas Freudemann. Die Eheleute erbten das Seese’sche Haus in Zerbst und erwarben 1651 das Haus Schmiedehofstraße 8 „Zum goldenen Zelt“.[18] Deren Tochter Maria Dorothea Freudemann[19] heiratete 1679 den Kaufmann Raban Gebhard T(h)ielebein (um 1644–1695), den Großvater des Gotthilf Friedrich Tilebein, der 1751 in Stettin ein bedeutendes Handelshaus (Weinhandel, Holzhandel und Reederei) gründete.[20] Der Sohn Julius Christian Thielebein wurde Brauer und kaufte 1693 das Hausgrundstück Große Münzstraße 5, in dem sich ab 1730 das Rathaus der französischen Kolonie befand.[18]

- Ihre Tochter Catharina Schrader (1633–1667) heiratete 1652 in Magdeburg den Ackerwirt auf dem Rittergut Barleben, das ihr Vater Peter Schrader 1647 erworben hatte, Andreas Friedrich Siepmann (um 1625–1686). Er kaufte 1658 die Hausstätte „Zum schwarzen Bären“ und baute sie wieder auf.

- Ihr Sohn Peter II Schrader (1634–1666) heiratete 1658 in Magdeburg Catharina Witte (um 1640–nach 1699), Tochter des Kaufmanns und Brauers Jacob Witte und der Sophia Richter. Peter Schrader war Kaufmann, Brauer und Hausbesitzer zu Magdeburg. Bärstraße 1a, seit 1658 Kornhändler. Er erbte von seinem Vater das Haus Breiter Weg 14.

2. Ehefrau Anna Elisabeth Schultze, Tochter des Juweliers und Weinhändlers Johann Schultze zu Halle (1613–1658) und Elisabeth Drachstedt. Er heiratete sie am 17. Juli 1638 in Halle an der Saale
- Ihr Sohn Christian II Schrader (1639–1677) heiratete 1683 in Magdeburg Margarethe Gericke (1663–1701). Er war Schüler der Altstädter Schule zu Magdeburg und 1651 Student zu Helmstedt, ließ sich 1658 vorzeitig für mündig erklären und verkaufte das Brauhaus „Zum schwarzen Bären“ (bis 1945 Hotel Stadt Prag) an seinen Schwager Andreas Friedrich Siepmann, den Ehemann seiner Schwester, desgl. 1661 Verkauf des Gutes Barleben und von 410 Morgen Land Streubesitz vor Magdeburg. Dafür erwarb er 1660 für 3700 Tlr das Brauhaus „Zum Roßmarienstock“, Alte Ulrichstr. 17, und 1670 von der Witwe Hintsch das Stammhaus Breiter Weg 14. Von seinem gut gehenden Silberhandel zahlte er fast den höchsten Steuersatz in Magdeburg. Er war seit 1667 Zollamtsdeputierter und Ausschußverwandter I.Kl., seit 1675 Vorsteher des Klosters Maria Magdalena.

Die vorstehende Aufstellung der Familienmitglieder bezieht sich, soweit nicht zusätzlich Nachweise angegeben wurden, auf die sehr umfangreiche Ausarbeitung von Wilhelm Schrader-Rottmers, und Clemens Steinbicker. Deren Ausarbeitung benennt weitere Nachkommen, die vorstehend nicht angegeben sind.

## Familiengruft der Familie Schrader
Begraben wurde Peter Schrader wohl in der Kirchengruft der Heilig-Geist-Kirche. Es handelte sich um die größte und älteste Erbgruft einer bürgerlichen Familie überhaupt. Die Familiengruft enthielt bei der Schließung im Jahre 1807 insgesamt 44 Särge, die sämtlich Inschriften wie Wappen aufwiesen.
Die Kirche war 1945 durch Brandbomben ausgebrannt. Bereits ab 1948 begann der Wiederaufbau mit Hilfe ausländischer Gelder. Nachdem 1950 das Dach fertiggestellt war, erfolgten die sofortige Übernahme in den kirchlichen Gebrauch und die Feier regelmäßiger Gottesdienste. Im Mai 1959 wurde die intakte wieder aufgebaute Kirche inklusive der großen Erbgruft gesprengt. Die Fundamente wurden überbaut.
Vor der Sprengung wurden die Särge ans Tageslicht gebracht. Die Mumien waren zum größten Teil noch gut erhalten. Insbesondere wurde eine große Anzahl Kindersärge aus den Gruben hervorgeholt. Die Leichen wurden verbrannt und die Asche in Urnen beigesetzt. Die Särge wurden verbrannt.

## Wappen
Das Wappen Schraders zeigte im Schild eine Tanne und auf dem Helm einen Zainhaken.